# Nikita Ridgeway
Nikita Ridgeway (1986) es una diseñadora gráfica australiana Bundjalung/Biripi, que fue incluida en la lista 100 Women de la BBC en 2015 en reconocimiento a su trabajo empresarial y su defensa del diseño gráfico aborigen.

## Trayectoria
Ridgeway nació en 1986 y pertenece a los pueblos Bundjalung y Biripi. Sus padres son Dianne y Steven Ridgeway; su abuela fue la historiadora y escritora, Ruby Langford Ginibi. Asistió a la escuela secundaria para niñas Blacktown y fue la primera Koori en ser capitana de la escuela.
Diseñadora gráfica, fundó Dreamtime Ink Australia, una cuenta de redes sociales especializada en el arte del tatuaje aborigen en Australia. También fundó Boss Lady Creative Design Agency, especializada en diseño gráfico aborigen. En 2020, Ridgeway creó una obra de arte que se utilizó en la Semana Nacional de la Reconciliación.
En 2021 creó la marca para la iniciativa de energía renovable de Coles Supermarkets. También en 2021 creó una obra de arte indígena que utilizó para decorar dos camiones de bomberos utilizados por la Brigada de Bomberos Rurales de Wreck Bay (Australia). La brigada es propiedad del Consejo Comunitario Aborigen de Wreck Bay y está administrada por él. Ridgeway también ha trabajado en una variedad de encargos a nivel estatal, nacional e internacional, incluido el diseño del logotipo para el Festival de Innovación de Sydney Water en 2021 y con la Fundación de las Primeras Naciones en un kit de herramientas de jubilación.
Ridgeway también fundó el primer sello discográfico de hip-hop autóctono de Australia con su hermano Stephen. El sello, llamado Redfern Records, recibió el nombre del barrio deSídney donde crecieron, Redfern.

## Reconocimientos
En 2015, la BBC la reconoció como una de las 100 mujeres más inspiradoras del año. Al año siguiente, fue finalista del premio Mujer Aborigen del Año de Nueva Gales del Sur.